# Линароло
Линаро̀ло (на италиански: Linarolo, на местен диалект: Linarö, Линарьо) е малко градче и община в Северна Италия, провинция Павия, регион Ломбардия. Разположено е на 76 m надморска височина. Населението на общината е 2773 души (към 2010 г.).